# 黃松盆地 (加利福尼亞州)
黃松盆地（英語：Ponderosa Basin）是位於美國加利福尼亞州馬里波薩縣的一個非建制地區。該地的面積和人口皆未知。

## 地理
黃松盆地的座標為37°27′58″N 119°44′09″W / 37.46611°N 119.73583°W，而該地的平均海拔高度為912米（即2992英尺）。